# Haustlǫng

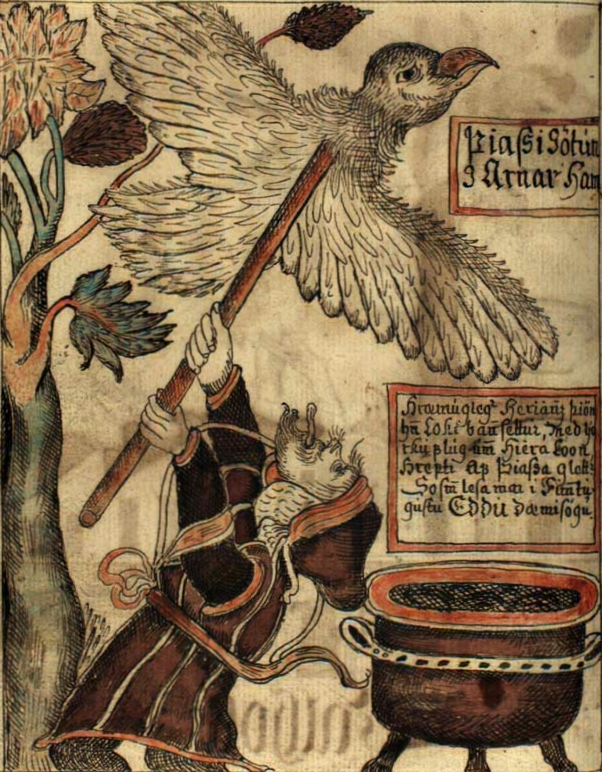
Nesta ilustração de um manuscrito islandês do século XVIII, Loki golpeia Þjazi com uma vara.

Haustlöng (nórdico antigo "autumn-long") é um poema escáldico conservado na Edda em prosa, no qual estão citados dois grupos estrofes. O poema é atribuído ao escaldo norueguês Thjódólfur úr Hvini. Nele estão descritas cenas da mitologia nórdica pintadas num escudo que foi dado ao poeta. Nas estrofes que chegaram até nós são descritas duas cenas:
- O rapto e resgate de Iðunn.
- A morte de Hrungnir às mãos de Thor.

Haustlöng é frequentemente comparado com Húsdrápa e Ragnarsdrápa que também descrevem ilustrações representando cenas mitológicas.